# 유자와시
유자와시(일본어: 湯沢市)는 일본 아키타현 남부에 있는 시이다.
예로부터 아키타(우고국)의 남쪽 관문으로 발전해 왔다. 오노노 고마치가 태어난 곳이자 아키타 미인의 본고장으로 여겨진다.

## 역사
- 1083년 - 오가치군이 성립하였다.
- 1871년 - 이와사키현이 아키타현에 편입되었다.
- 1954년 - 유자와정이 이와사키정, 야마다촌, 미쓰세키촌, 벤텐촌, 하타노촌과 합병해 유자와시가 성립하였다.
- 1955년 - 스가와촌을 편입하였다.
- 2005년 3월 22일 - 구 유자와시, 오가치군 오가치정, 이나카와정, 미나세촌이 합병해 새로운 유자와시가 탄생하였다.

## 지리
남부는 산지가 차지하고 남서부는 오구로모리산, 남동부는 다카마쓰다케까지를 관할한다. 남동부의 다카마쓰다케에서부터 흐르는 다카마쓰강이 남쪽에서 흐르는 오모노강과 합류해 히가시초카이산과 히야마산 사이를 북상해 요코테 분지로 빠진다. 동쪽에서 흐르는 미나세강이 오모노강과 합류하는 주변이 시의 북쪽 한계이다. 시가지는 요코테 분지 남쪽에 위치하고 가네우치사와강의 선상지에 펴져 있으며 오모노강을 따라 북상해 온 철도와 도로망으로 연결된다.

### 기후
| 유자와시의 기후                                              | 유자와시의 기후 | 유자와시의 기후 | 유자와시의 기후 | 유자와시의 기후 | 유자와시의 기후 | 유자와시의 기후 | 유자와시의 기후 | 유자와시의 기후 | 유자와시의 기후 | 유자와시의 기후 | 유자와시의 기후 | 유자와시의 기후 | 유자와시의 기후 |
| 월                                                           | 1월             | 2월             | 3월             | 4월             | 5월             | 6월             | 7월             | 8월             | 9월             | 10월            | 11월            | 12월            | 연간            |
| ------------------------------------------------------------ | --------------- | --------------- | --------------- | --------------- | --------------- | --------------- | --------------- | --------------- | --------------- | --------------- | --------------- | --------------- | --------------- |
| 역대 최고 기온 °C (°F)                                       | 11.0 (51.8)     | 16.4 (61.5)     | 20.5 (68.9)     | 29.9 (85.8)     | 32.5 (90.5)     | 32.9 (91.2)     | 36.8 (98.2)     | 36.2 (97.2)     | 35.0 (95.0)     | 30.4 (86.7)     | 25.2 (77.4)     | 17.3 (63.1)     | 36.8 (98.2)     |
| 일평균 최고 기온 °C (°F)                                     | 1.4 (34.5)      | 2.3 (36.1)      | 6.3 (43.3)      | 14.6 (58.3)     | 20.9 (69.6)     | 24.7 (76.5)     | 27.7 (81.9)     | 29.2 (84.6)     | 25.0 (77.0)     | 18.6 (65.5)     | 11.4 (52.5)     | 4.2 (39.6)      | 15.5 (59.9)     |
| 일일 평균 기온 °C (°F)                                       | −1.5 (29.3)     | −1.1 (30.0)     | 1.9 (35.4)      | 8.5 (47.3)      | 14.9 (58.8)     | 19.4 (66.9)     | 22.9 (73.2)     | 24.0 (75.2)     | 19.7 (67.5)     | 13.1 (55.6)     | 6.7 (44.1)      | 0.9 (33.6)      | 10.8 (51.4)     |
| 일평균 최저 기온 °C (°F)                                     | −5.0 (23.0)     | −4.9 (23.2)     | −2.3 (27.9)     | 2.7 (36.9)      | 9.1 (48.4)      | 14.8 (58.6)     | 19.0 (66.2)     | 19.6 (67.3)     | 15.2 (59.4)     | 8.3 (46.9)      | 2.3 (36.1)      | −2.2 (28.0)     | 6.4 (43.5)      |
| 역대 최저 기온 °C (°F)                                       | −16.4 (2.5)     | −18.6 (−1.5)    | −14.7 (5.5)     | −6.7 (19.9)     | 0.0 (32.0)      | 6.0 (42.8)      | 9.3 (48.7)      | 11.1 (52.0)     | 4.3 (39.7)      | −1.0 (30.2)     | −9.4 (15.1)     | −13.5 (7.7)     | −18.6 (−1.5)    |
| 평균 강수량 mm (인치)                                        | 155.8 (6.13)    | 94.2 (3.71)     | 80.8 (3.18)     | 69.8 (2.75)     | 86.6 (3.41)     | 104.9 (4.13)    | 172.8 (6.80)    | 166.1 (6.54)    | 137.6 (5.42)    | 141.2 (5.56)    | 164.2 (6.46)    | 189.0 (7.44)    | 1,567.4 (61.71) |
| 평균 강설량 cm (인치)                                        | 266 (105)       | 195 (77)        | 99 (39)         | 7 (2.8)         | 0 (0)           | 0 (0)           | 0 (0)           | 0 (0)           | 0 (0)           | 0 (0)           | 16 (6.3)        | 177 (70)        | 754 (297)       |
| 평균 강수일수 (≥ 1.0 mm)                                     | 23.4            | 19.2            | 16.7            | 12.1            | 10.9            | 10.8            | 13.0            | 12.2            | 12.6            | 14.5            | 18.6            | 23.0            | 187.5           |
| 평균 강설일수 (≥ 5 cm)                                       | 18.9            | 14.5            | 7.7             | 0.6             | 0.0             | 0.0             | 0.0             | 0.0             | 0.0             | 0.0             | 1.4             | 11.5            | 54.4            |
| 평균 월간 일조시간                                           | 30.7            | 49.3            | 98.7            | 166.6           | 194.9           | 178.0           | 151.2           | 180.7           | 145.3           | 127.3           | 87.7            | 39.8            | 1,453.4         |
| 출처: 일본 기상청 (평년값: 1991년~2020년, 극값: 1976년~현재) |                 |                 |                 |                 |                 |                 |                 |                 |                 |                 |                 |                 |                 |

## 인구
|                                              | |
| 유자와시의 전국의 연령별 인구 분포（2005년） | 유자와시의 연령·남녀별 인구 분포（2005년）                                                                                |
| ■자주색 ― 유자와시 ■녹색 ― 일본전국          | ■파랑색 ― 남자 ■빨간색 ― 여자                                                                                             |
| · 유자와시（에 해당되는 지역）의 인구추이    | |
| 일본 총무성 통계국 국세조사 결과             | |
|                                              | 이 그래프는 더 이상 지원되지 않는 레거시 그래프 확장 기능을 사용하고 있습니다. 새로운 차트 확장 기능으로 변환해야 합니다. |

## 교통

### 철도
- 동일본 여객철도 오우 본선

### 도로
- 유자와요코테 도로
- 국도 13호선
- 국도 108호선
- 국도 398호선